# Aristostomias
Aristostomias – rodzaj głębinowych ryb z rodziny wężorowatych (Stomiidae).

## Klasyfikacja
Gatunki zaliczane do tego rodzaju:
- Aristostomias grimaldii
- Aristostomias lunifer
- Aristostomias polydactylus
- Aristostomias scintillans
- Aristostomias tittmanni
- Aristostomias xenostoma